# Juno Ludovisi

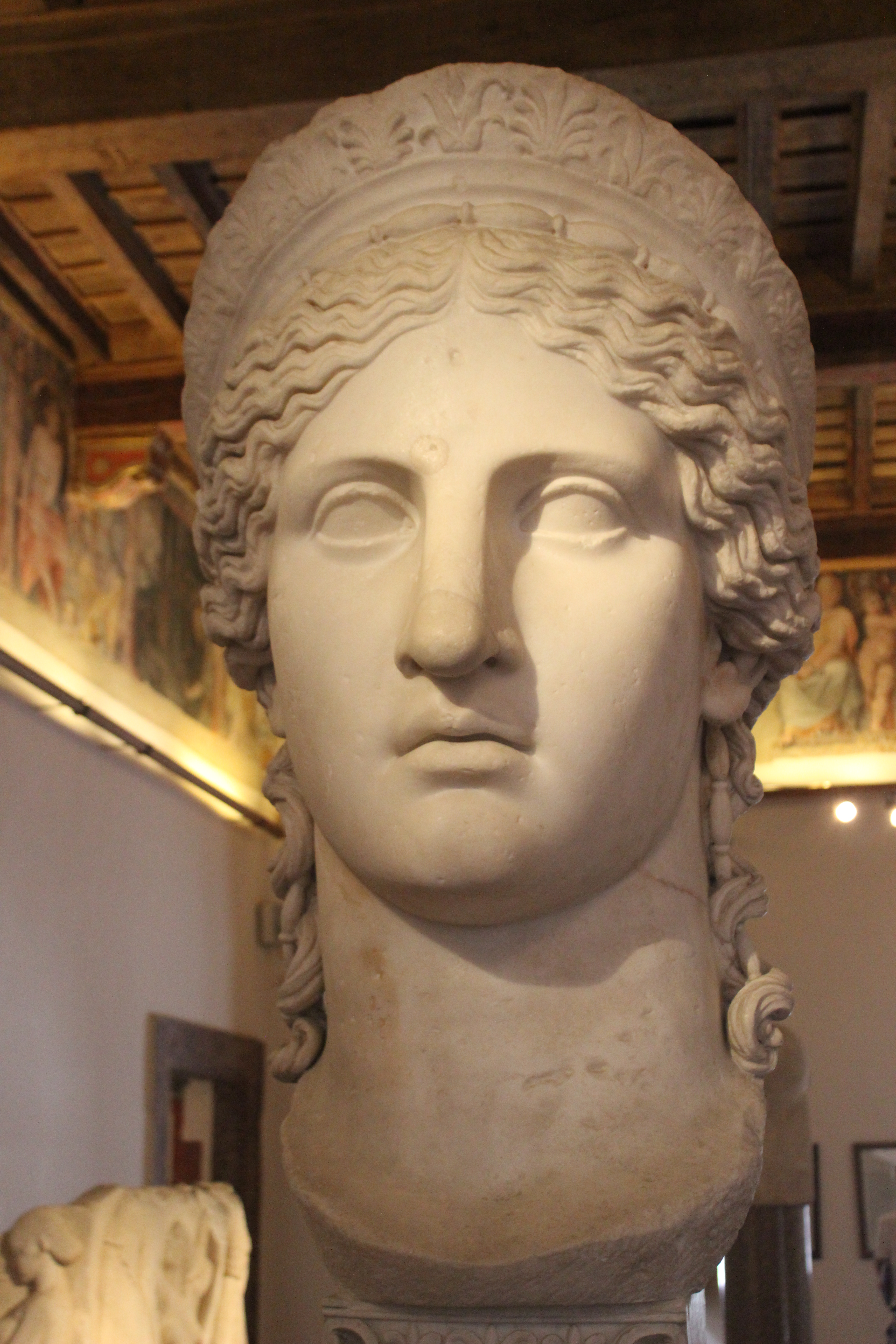
Juno Ludovisi.

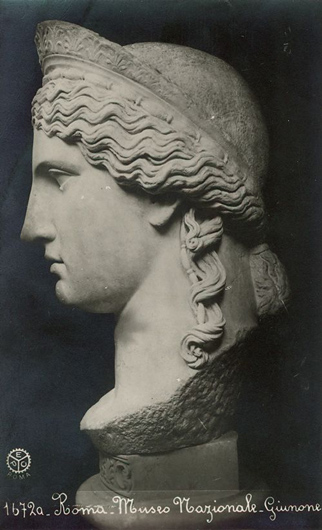
Um cartão-postal do século XIX.

A Juno Ludovisi (também conhecida como Hera Ludovisi) é uma cabeça colossal feminina esculpida em mármore, pertencente à coleção do Palácio Altemps de Roma, uma divisão do Museu Nacional Romano.
A obra mostra a cabeça e o pescoço, medindo 114 cm de altura. A cabeça é adornada com uma tiara gravada com palmas. Provavelmente fazia parte de uma estátua acrolítica, gênero em que somente certas partes eram elaboradas em pedra, geralmente a cabeça, braços e pés, e o corpo era feito de madeira.
Sua procedência é desconhecida. Provavelmente foi encontrada em Roma. Na primeira metade do século XVI estava na coleção do cardeal Federico Cesi. Em 1622 foi adquirida pelo cardeal Ludovico Ludovisi, sendo instalada na Villa Ludovisi, de onde veio seu apelido, e nesta época sua fama começa a se firmar, identificada como um fragmento de uma estátua de culto da deusa Juno ou Hera. No século XVIII já era considerada uma obra-prima, atraindo a atenção de eruditos e artistas alemães, que foram os principais responsáveis pela sua consagração como uma das mais belas criações da Antiguidade Clássica, tornando-se admirada em toda a Europa, muito copiada, e uma referência recorrente na literatura da época. Foi louvada por Winckelmann em 1764 como a mais bela representação de Juno, e Goethe em 1787 escreveu um famoso poema sobre ela, chamando-a de "Juno adorada" e de "meu primeiro amor romano", providenciando uma cópia para colocar em seu apartamento romano e outra para sua casa em Weimar. Pouco depois, mesmo conhecendo a obra através de um desenho, Schiller a considerou a corporificação do seu ideal estético, que o conduzia à contemplação da suavidade celeste e do sublime. e sobre ela escreveu:
"Não é nem o charme nem a dignidade que falam em favor da gloriosa face da Juno Ludovisi; não uma ou outra coisa, antes tem ambas ao mesmo tempo. Enquanto o deus mulher invoca nossa veneração, a mulher divinizada incendeia nosso amor. Mas enquanto no êxtase nos rendemos à divina beleza, sua celestial quietude nos desperta espantados. Toda a forma repousa e vive em si mesma, uma criação completa em si mesma, como se estivesse fora do espaço, sem ceder, sem resistir; não há uma força que lute contra outra força, não há flanco aberto por onde possa entrar a temporalidade. Atraídos e presos irresistivelmente pelo seu charme feminil, sua dignidade augusta nos mantém à distância, nos encontramos ao fim no estado de máxima quietude e de máximo movimento, e disso nasce aquela maravilhosa comoção que o intelecto não sabe conceituar e a língua não pode nomear".
No século XIX seus traços classicistas foram comparados ao estilo de Policleto e sua autoria foi atribuída a algum mestre da Segunda Escola Ática, datada do fim do século IV a.C. No fim do século XIX sua identificação como Juno começou a ser questionada. Em 1901 começaram as tratativas do governo italiano para a aquisição da coleção Ludovisi.
Embora o mármore da Juno seja grego, hoje é considerada obra romana, datada do século I a.C., um retrato de Antônia Menor representada como Juno, filha mais nova de Marco Antônio e Otávia, e mãe do imperador Cláudio. O estilo do penteado, com o cabelo atado por trás da cabeça, caindo em cachos pelo pescoço, é típico do período júlio-claudiano. O tipo do seu diadema, preso com uma faixa de tecido, foi identificado como um tutulus, um símbolo de sacerdócio, e estava associado ao culto do Divino Augusto. Até o tempo de Cláudio somente duas mulheres receberam o título de sacerdotisas do Divino Augusto, Antônia e Lívia, mas os traços da Juno não correspondem aos retratos de Lívia, reforçando a identificação como um retrato de Antônia. A obra não apresenta desgastes típicos de exposição ao ar livre, levando a crer que fosse instalada dentro de um templo, que não foi identificado. Pode ter sido o Templo de Antônia, erguido após sua divinização, o Templo do Divino Augusto no Fórum Romano, ou o Templo de Cláudio, erguido na colina do Célio após a sua divinização.
Continua sendo muito admirada como uma grande obra de arte e como um representante qualificado da estética classicista, caracterizada pela austeridade formal, economia expressiva e equilíbrio entre idealização e naturalismo.